# Franz Teltschik
Franz Teltschik (12. října 1803 Suchdol nad Odrou – 1869) byl moravský a rakouský politik německé národnosti, během revolučního roku 1848 poslanec rakouského Říšského sněmu.

## Biografie
Narodil se v Suchdole nad Odrou, v rodině dědičného rychtáře (Erbrichter) Antona Teltshika a jeho manželky Anny. Byl spolužákem Františka Palackého ve škole hraběnky Truchsessové.
Během revolučního roku 1848 se zapojil do politického dění. Byl zvolen do celoněmeckého Frankfurtského parlamentu. V doplňovacích volbách počátkem roku 1849 byl zvolen i na rakouský ústavodárný Říšský sněm. Zastupoval volební obvod Nový Jičín. Uvádí se jako úředník. V seznamu poslanců z ledna 1849 jeho jméno ještě nefiguruje. Do parlamentu nastoupil až na jeho poslední schůzi 13. března 1849. krátce poté byl sněm vládou rozpuštěn a Franz Teltschik tak do jeho činnosti fakticky nezasáhl.
Na sněmu zasedal v letech 1848–1849 i jeho bratr Heinrich Teltschik (1801–1878).